# Nell Franzen
Nell Franzen (Portland, 17 novembre 1889 – Orange, 21 agosto 1973) è stata un'attrice statunitense che iniziò la sua carriera a teatro per arrivare al cinema, all'epoca del muto, nei primi anni dieci del Novecento.

## Filmografia
- Ashes of Three, regia di Allan Dwan - cortometraggio (1913)
- Ima Simp, Detective - cortometraggio (1915)
- The Diamond from the Sky, regia di Jacques Jaccard, William Desmond Taylor - serial cinematografico (1915)
- The Ladder of Love - cortometraggio (1915)
- The Trail of the Serpent, regia di Frank Cooley - cortometraggio (1915)
- Film Tempo, regia di William Bertram - cortometraggio (1915)
- In the Sunset Country, regia di Frank Cooley - cortometraggio (1915)
- Time and Tide, regia di B. Reeves Eason - cortometraggio (1916)
- Lord Loveland Discovers America, regia di Arthur Maude (1916)
- Life's Blind Alley, regia di Thomas Ricketts  (1916)
- Embers, regia di Arthur Maude (1916)
- Revelation, regia di Arthur Maude (1916)
- The Courtesan, regia di Arthur Maude (1916)
- Purity, regia di Rae Berger (1916)
- The Strength of Donald McKenzie, regia di Jack Prescott e William Russell (1916)
- Sagebrush Gospel, regia di Dick Hatton (1924)